# Agnė
Agnė ist ein litauischer weiblicher Vorname, abgeleitet von Agnes. Die männliche Form ist Agnius. Der Namenstag in Litauen ist am 20. April.

## Namensträgerinnen
- Agnė Andriulytė (* 1971), litauische Journalistin und Politikerin, Mitglied des Seimas
- Agnė Bilotaitė (* 1982), litauische Politikerin, Mitglied des Seimas und Innenministerin
- Agnė Grudytė (* 1986), litauische Schauspielerin und Fernsehmoderatorin
- Agnė Kudarauskienė (* 1986), litauische Bildungspolitikerin, Vizeministerin
- Agnė Narušytė (* 1970), litauische Kunsthistorikerin, Kunstkritikerin und Kuratorin (Photographie und zeitgenössische Kunst)
- Agnė Sereikaitė (* 1994), litauische Eisschnellläuferin
- Agnė Šerkšnienė (* 1988), litauische Sprinterin (400-Meter-Lauf)
- Agnė Simonavičiūtė (* 1995), litauische Ballonsportlerin
- Agnė Širinskienė (* 1975), litauische Politikerin, Parlamentsvizepräsidentin
- Agnė Vaiciukevičiūtė (* 1989), litauische Verkehrspolitikerin, Vizeministerin